# Gertenyes
Gertenyes románul: Gherteniș, falu Romániában, a Bánságban, Krassó-Szörény megyében.

## Fekvése
Dettától északkeletre, a Berzava folyó bal partján, Sósd és Zsidovin közt fekvő település.

## Története
Gertenyes a középkorban Krassó vármegyéhez tartozott. Nevét 1380-ban említették először az oklevelek Gyertyános néven, ekkor adta Nagy Lajos király Gyertyánosi Csép Istvánnak, Himfi Péter özvegye ellenében, perhalasztást engedélyez.
1401-ben Csép László itteni részbirtokára Dobozi Dánfi Demeter nyert zálogjogot, majd 1405-ben Dánfi Demeter faluban bizonyos birtokrészeket akart elfoglalni zálogjog címén, de attól Gyertyánosi Csép András fiai eltiltották. 1424-1430 között Gyertyánosi Csepi András és Remetei Himfi Imre voltak a falu birtokosai. 1597-ben pedig Báthory Zsigmond adományozta Barcsai Andrásnak. Mercy térképén Gertennisch néven fordult elő, a verseczi kerületben, az 1761. évi hivatalos térképen pedig Gerdinest alakban volt írva. 1829-ben Hollósy (Korbuly) Bogdán vette meg a kincstártól, akinek 1859-ben bekövetkezett halála után, birtoka gyermekei között öt részre oszlott fel. 
A 20. század elején birtokosai: özv. Salamon Samuné, Hack Mihály, Steiner Ferenc, Blaskovics Mihály és Sajóviz Sándor dr. voltak.
A faluban lévő úrilakot Hollósy Mihály építtette.

## Itt éltek, itt születtek
- Hollósy Kornélia – örmény származású magyar opera-énekesnő, korának egyik legismertebb és legsikeresebb művésznője, a „magyar csalogány” itt született 1827 április 13-án.

## Források

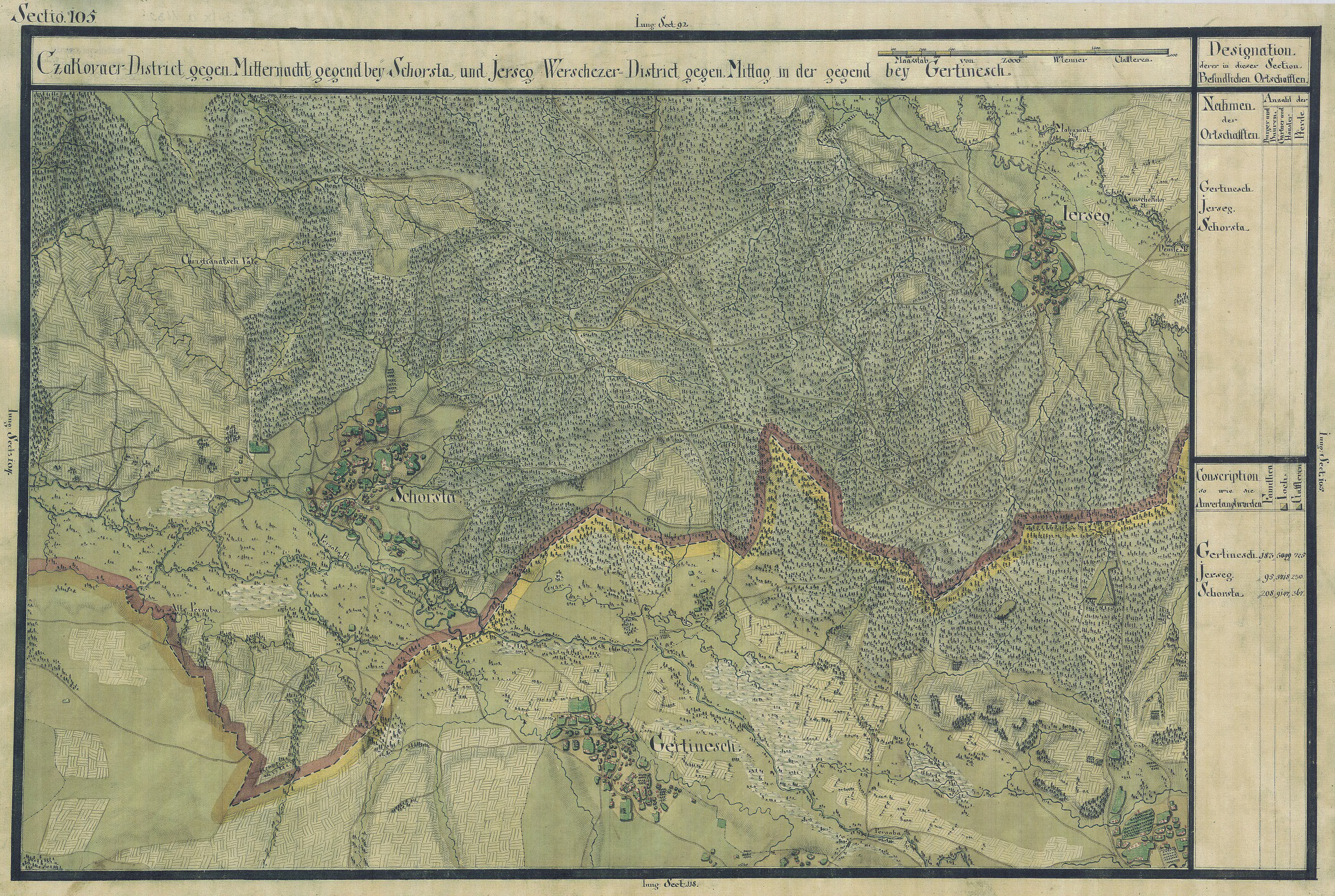
Gertenyes egy régi térképen